# Place Jeanne-Bohec
La place Jeanne-Bohec est une place du 18e arrondissement de Paris, inaugurée en 2016.

## Situation et accès
La place Jeanne-Bohec est située dans le 18e arrondissement de Paris. Dans le quartier de Clignancourt, elle se situe à l'intersection de la rue Christiani, de la rue Myrha, de la rue Poulet et de la rue de Clignancourt,.

## Origine du nom

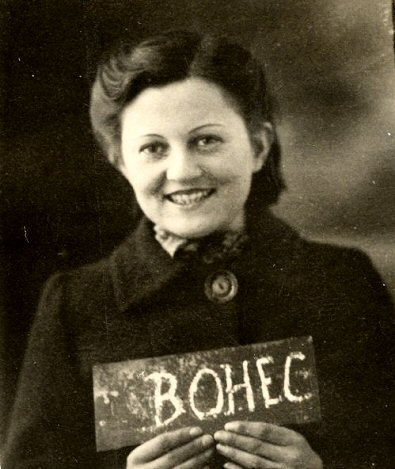
Jeanne Bohec vers 1940.

La place porte le nom de la  résistante française, membre des Forces françaises libres Jeanne Bohec (1919-2010) surnommée « la plastiqueuse à bicyclette »,.

## Historique
Cette place reçoit le nom de « place Jeanne-Bohec » en octobre 2014, avec une dérogation pour permettre cette dénomination moins de cinq ans après le décès de Jeanne Bohec, décision avalisée par délibération municipale des 20 et 21 octobre 2014. 
La place est inaugurée le 8 mars 2016 par Éric Lejoindre, maire de l'arrondissement.